# Abre-Campo
Abre-Campo es un municipio brasileño del estado de Minas Gerais. Fue fundado el 24 de mayo de 1892. Se localiza a un altitud de 548 metros y a 216 kilómetros de la capital. Su población estimada en 2004 era de 13.324 habitantes.

## Historia
El primer conquistador y poblador de la zona fue José del Valle Vieira que recibió una parcela en 1755. Posteriormente otros exploradores se establecieron y por disposición del 15 de octubre de 1741, el obispo Don Frei Juan de la Cruz creó la parroquia con el título de Santa Ana y Señora del Rosário de la Casa de la Casca.
El origen del topónimo Abre-Campo tiene dos versiones. Una de ellas cuenta que, en la época de la penetración de los primeros exploradores al territorio, estuvo en aquella región un portugués de nombre Marco, que con sus compañeros talaban los troncos de los árboles exclamando en alta voz. “Abre-Campo! Abre-Campo!”. La otra versión explica que el origen del nombre se debea la tribu indígena denominada Cataxós o Catoxés, que en lengua indígena significa Abre-Campo.

## Formación administrativa
La villa fue creada por Ley Provincial n.º 3712 el 27 de julio de 1889 y fue independisada del Municipio de Puente Nueva el 29 de marzo de 1890 obteniendo su estatus de ciudad según la Ley Estatal n.º 23, el 24 de mayo de 1892.